# HMS E8
HMS E8 – brytyjski okręt podwodny typu E. Zbudowany w latach 1912–1913 w Chatham Dockyard w Chatham. Okręt został wodowany 30 października 1913 roku i rozpoczął służbę w Royal Navy 18 czerwca 1914 roku. 
W 1914 roku E8 stacjonował w Harwich przydzielony do Ósmej Flotylli Okrętów Podwodnych (8th Submarine Flotilla) pod dowództwem Lt. Cdr. Francisa H.H. Goodharta. 
28 sierpnia 1914 roku okręt brał udział w pierwszej bitwie koło Helgolandu.
Po włączeniu się Wielkiej Brytanii do I wojny światowej, jednostka w lecie 1915 roku przedarła się na Morze Bałtyckie. Okręt doszedł do portu z poważnymi uszkodzeniami, z jedną działającą śrubą napędową. Uszkodzenia nastąpiły gdy okręt opadł na dno w celu przeczekania zmasowanych poszukiwań przez niemieckie okręty. Między 18 i 24 października 1915 roku okręt znajdował się w okolicach Lipawy, gdzie 23 października zaskoczył i trafił jedną torpedą niemiecki 9050-tonowy krążownik pancerny SMS „Prinz Adalbert”. Pojedyncza torpeda wystrzelona została z odległości 1190 metrów – jej eksplozja spowodowała wybuch okrętu pancernego. Z 550 osób załogi ocalało jedynie 3 marynarzy. Okazało się to największym sukcesem jakiegokolwiek okrętu podwodnego na Bałtyku podczas tej wojny. W rezultacie jego dowódca F. Goodhart został odznaczony osobiście przez cara Mikołaja II Krzyżem Świętego Jerzego. Na okręcie służyli i szkolili się rosyjscy oficerowie i marynarze, m. in Aksiel Berg, późniejszy admirał radzieckiej Marynarki Wojennej.
W końcu 1916 roku F. Goodhart został zastąpiony przez Lt. Thomasa Kerra, wcześniej dowódcę HMS B5.
Po podpisaniu układu pokojowego pomiędzy Rosją a Cesarstwem Niemieckim, w czasie wojny domowej w Finlandii, siły niemieckie - Ostsee-Division wylądowały w Hanko i w błyskawicznym tempie dotarły do Helsinek. Stacjonujące w obrębie Zatoki Fińskiej brytyjskie okręty podwodne zostały odcięte od możliwości wyjścia z zatoki. Aby nie oddać okrętu w ręce wroga załoga zatopiła E8 około 1,5 mili od latarni morskiej Grohara, u wejścia do portu w Helsinkach.